# Tenango del Aire
Tenango del Aire là một đô thị thuộc bang México, México. Năm 2005, dân số của đô thị này là 9432 người.